# Reinhard Theimer
Reinhard Theimer (né le 28 février 1948 à Berlin et mort le 3 septembre 2020) est un athlète allemand, spécialiste du lancer du marteau. 

## Biographie
Concourant sous les couleurs de la République démocratique allemande dès le milieu des années 1960, il s'illustre sur le plan continental en se classant deuxième des Championnats d'Europe de 1971 et troisième des éditions de 1969 et 1974. Il participe à deux Jeux olympiques consécutifs, terminant 7e en 1968 et 13e en 1972.
Le 4 juillet 1974, à Leipzig, Reinhard Theimer établit un nouveau record du monde du lancer du marteau avec 76,60 m, améliorant de 20 cm l'ancienne meilleure marque mondiale détenue par l'Ouest-allemand Walter Schmidt depuis la saison 1971. 

### Palmarès
| Date | Compétition                   | Lieu     | Résultat | Marque  |
| ---- | ----------------------------- | -------- | -------- | ------- |
| 1966 | Championnats d'Europe juniors | Odessa   | 2e       |         |
| 1968 | Jeux olympiques               | Mexico   | 7e       | 68,84 m |
| 1969 | Championnats d'Europe         | Athènes  | 3e       | 72,02 m |
| 1971 | Championnats d'Europe         | Helsinki | 2e       | 71,80 m |
| 1972 | Jeux olympiques               | Munich   | 13e      |         |
| 1974 | Championnats d'Europe         | Rome     | 3e       | 71,62 m |

### Records
| Épreuve           | Performance | Lieu           | Date    |
| ----------------- | ----------- | -------------- | ------- |
| Lancer du marteau | 76,60 m     | 4 juillet 1974 | Leipzig |